# Soyuz TM-34
Soyuz TM-34 fue la décima-séptima misión tripulada a la Estación Espacial Internacional (EEI) y la última misión rusa con la nave de la clase Soyuz-TM,  sustituida por la nueva versión TMA a partir del vuelo siguiente.

## Tripulación
Tripulación lanzada en la Soyuz TM-34: (25 de abril de 2002)
| Posición           | Cosmo/Astronauta  |
| ------------------ | ----------------- |
| Comandante         | Yuri Gidzenko     |
| Ingeniero de vuelo | Roberto Vittori   |
| Turista espacial   | Mark Shuttleworth |

Tripulación de vuelta en la Soyuz TM-34: (10 de noviembre de 2002)
| Posición           | Cosmo/Astronauta |
| ------------------ | ---------------- |
| Comandante         | Sergei Zalyotin  |
| ingeniero de vuelo | Frank De Winne   |
| Ingeniero de vuelo | Yuri Lonchakov   |

## Parámetros de la Misión
- Masa: ? kg
- Perigeo: 193 km
- Apogeo: 247 km
- Inclinación: 51.6°
- Periodo: 88.6 minutos

## Misión
La misión fue lanzada por un cohete Soyuz-U desde el Cosmódromo de Baikonur a las 06:26 UT de 25 de abril de 2002. Transportó un cosmonauta ruso un cosmonauta italiano y el segundo turista espacial  para la Estación Espacial Internacional (EEI). El turista, el sudafricano Mark Shuttleworth realizó algunas experiencias, llevando un ratón vivo y células de ovejas. Los tres astronautas volvieron en la Soyuz TM-33 después de una misión de ocho días.